# Rookie (EP)
Rookie es el cuarto EP del girl group surcoreano Red Velvet. Fue publicado el 1 de febrero de 2017 por S.M. Entertainment. El álbum contiene seis canciones, incluyendo el sencillo del mismo nombre.
El miniálbum fue un éxito comercial, encabezando Gaon Album Chart y Billboards World Albums.

## Antecedentes y lanzamiento
El 20 de enero de 2017, un representante de S.M. Entertainment reveló que Red Velvet planeaba hacer su regreso en febrero. Cuatro días después, el primer lote de teasers fue lanzado a través del sitio web oficial de S.M. Entertainment y su cuenta oficial de Instagram, con la fecha de lanzamiento mostrada en una de las fotos.
Las miembros discutieron brevemente su próximo álbum, el cual se revela que sería EP en la aplicación V de Naver.

## Composición
Billborad describió la canción titulada «Rookie» como un «sencillo de Pop-funk  inspirado en la música poco convencional de Red Velvet para combinar las notas altas y sintetizadores de bajo perfil antes de desembocar en el gancho sacarino de un coro». La canción fue compuesta por Jamil «Digi» Chammas, Leven Kali, Sara Forsberg, Karl Powell, Harrison Johnson, Russell Steedle, MZMC, Otha «Vakseen» Davis III y Tay Jasper con letras de Jo Yoon Kyung y fue Producido por The Colleagues.
«Little Little» es una canción de pop y R&B compuesta por Gifty Dankwah y Bruce Fielder y fue escrita por JQ, Jo Min Yang de Makeumine Works y Park Sung Hee de Jam Factory. «Happily Ever After» es una canción de pop dance compuesta por Sebastian Lundberg, Fredrik Haggstam, Johan Gustafsson, Courtney Woolsey y Deez con letras de Song Carrot de Jam Factory. «Talk To Me» es una canción de medio tiempo compuesta por Kervens Mazile, Annalise Morelli, Alina Smith y Mats Ymell y fue escrita por Lee Seu Run de Jam Factory. «Body Talk» es una canción de R&B pop escrita por Sebastian Lundberg, Fredrik Haggstam, Johan Gustafsson y Ylva Dimberg con letras de Misfit & Jo Yoon Kyung. La última canción «마지막 사랑 (Last Love)» es un solo de Wendy con el arreglo de Don Spike. Es una nueva versión de una balada romántica de Eco de su tercer álbum que fue lanzado en 1999.

## Promoción
Horas antes del vídeo musical y el lanzamiento del álbum, el grupo apareció en una emisión en vivo a través de la aplicación V de Naver  donde promovieron y discutieron sobre el álbum. El grupo realizó la canción por primera vez en Music Bank de KBS el 3 de agosto de 2017 y también aparecieron en Show! Music Core, Inkigayo, The Show, Show Champion, y  a la semana siguiente en M! Countdown. El grupo también apareció en After School Club de Arirang el 7 de febrero.

## Recepción y actuación comercial
Billboard llamó a la canción «Rookie» como una «canción de baile peculiar e inolvidable». Chester Chin de The Star pensó que «Rookie» era la canción más débil del álbum, elogió el resto del álbum y notó que el grupo finalmente encontró el equilibrio perfecto en el sonido de sus canciones, algo que él creía que el grupo había estado luchando. Comentó que era la mezcla correcta de «sacarina y sofisticada» con sus divertidas canciones de pop y balada. Según The Korea Herald, las canciones de Red Velvet son conocidas por ser «extrañas al principio, pero adictivas más tarde» y «Rookie» no es una excepción.
Rookie entró en la lista de Gaon Album Chart en la edición del 20 de enero al 4 de febrero de 2017. El sencillo se posicionó en el número cuatro de Gaon Singles Chart. Las otras cinco canciones del álbum también fueron posicionadas. El álbum encabezó la lista de álbumes de Billboard y se colocó en el número veintiuno de Heatseekers Album Chart.

## Lista de canciones
| Rookie |                                           |                                | |                                                                                          |          |  |
| N.º    | Título                                    | Letras                         | Música | Arreglo                                                                                  | Duración |  |
| 1.     | «Rookie»                                  | Jo Yoon Kyung                  | Jamil «Digi» Chammas, Leven Kali, Sara Forsberg, Karl Powell, Harrison Johnson, Russell Steedle, MZMC, Otha «Vakseen» Davis III, Tay Jasper | The Colleagues, Jamil «Digi» Chammas                                                     | 3:17     |  |
| 2.     | «Little Little»                           | JQ, Jo Min Yang, Park Sung Hee | Gifty Dankwah, Bruce Fielder | Gifty Dankwah, Bruce Fielder                                                             | 3:59     |  |
| 3.     | «Happily Ever After»                      | 송캐럿 (Jam Factory)           | Sebastian Lundberg, Fredrik Haggstam, Johan Gustafsson, Courtney Woolsey, Deez                                                              | Sebastian Lundberg, Fredrik Haggstam, Johan Gustafsson, Courtney Woolsey, Deez           |          |  |
| 4.     | «Talk To Me»                              | Lee Seu Ran (Jam Factory)      | Kervens Mazile, Annalise Morelli, Alina Smith, Mats Ymell, Vicente Castro, Justin Matias                                                    | Kervens Mazile, Annalise Morelli, Alina Smith, Mats Ymell, Vicente Castro, Justin Matias | 3:32     |  |
| 5.     | «Body Talk»                               | Misfit, Jo Yoon Kyung          | Sebastian Lundberg, Fredrik Haggstam, Johan Gustafsson, Ylva.Dimberg                                                                        | Sebastian Lundberg, Fredrik Haggstam, Johan Gustafsson, Ylva.Dimberg                     | 3:39     |  |
| 6.     | «마지막 사랑 (Last Love)» (Solo de Wendy) | Lee Hyun Kyu                   | Park Geun Tae | Don Spike                                                                                | 4:54     |  |
| 22:42  |                                           |                                | |                                                                                          |          |  |

## Posicionamiento en listas

### Lista semanales
| Lista (2017)                      | Mejor posición |
| --------------------------------- | -------------- |
| Japanese Albums (Oricon)          | 43             |
| South Korea (Gaon Album Chart)    | 1              |
| US World Albums (Billboard)       | 1              |
| US Heatseekers Albums (Billboard) | 21             |

## Premios

### Victorias en programas musicales
| Canción  | Programa                  | Fecha                 |
| -------- | ------------------------- | --------------------- |
| «Rookie» | The Show (SBS MTV)        | 7 de febrero de 2017  |
| «Rookie» | Show Champion (MBC Music) | 8 de febrero de 2017  |
| «Rookie» | Show Champion (MBC Music) | 15 de febrero de 2017 |
| «Rookie» | M! Countdown (Mnet)       | 9 de febrero de 2017  |
| «Rookie» | M! Countdown (Mnet)       | 16 de febrero de 2017 |
| «Rookie» | Music Bank (KBS2)         | 10 de febrero de 2017 |
| «Rookie» | Music Bank (KBS2)         | 17 de febrero de 2017 |
| «Rookie» | Inkigayo (SBS)            | 12 de febrero de 2017 |
| «Rookie» | Inkigayo (SBS)            | 19 de febrero de 2017 |

## Historial de lanzamiento
| País          | Fecha                | Formato              | Distribuidora                | Ref    |
| ------------- | -------------------- | -------------------- | ---------------------------- | ------ |
| Corea del Sur | 1 de febrero de 2017 | CD, descarga digital | S.M. Entertainment, KT Music | [ 23 ] |
| Mundo         | 1 de febrero de 2017 | Descarga digital     | S.M. Entertainment           | [ 24 ] |